# Hapalopeza
Hapalopeza es un género de mantis (insectos del orden Mantodea) originario del Sudeste de Asia, que cuenta con las siguientes especies:

## Especies
- Hapalopeza fulmeki
- Hapalopeza nigricornis
- Hapalopeza nilgirica
- Hapalopeza nitens
- Hapalopeza occidentalis
- Hapalopeza periyara
- Hapalopeza tigrina